# Tsovak
Tsovak (armeniska: Ծովակ) är en ort i Armenien. Innan 12 augusti 1946 hette orten Nerkin Zaghalu. Den ligger i provinsen Gegharkunik, i den centrala delen av landet, 90 kilometer öster om huvudstaden Jerevan. Tsovak ligger 1 923 meter över havet och antalet invånare är 2 531.
Terrängen runt Tsovak är platt norrut, men söderut är den kuperad. Närmaste större samhälle är Vardenis, 8,3 kilometer öster om Tsovak.
Trakten runt Tsovak består i huvudsak av gräsmarker. Runt Tsovak är det ganska tätbefolkat, med 72 invånare per kvadratkilometer.